# آکی‌یاما ۲۱۵۳
سیارک ۲۱۵۳ (به انگلیسی: 2153 Akiyama، نامگذاری:1978XD) دو هزار و صد و پنجاه و سومین سیارک کشف شده‌است که در ۱ دسامبر ۱۹۷۸ کشف شد.
قدر مطلق سیارک برابر ۱۱٫۹۰ است.